# Economia d'Oman

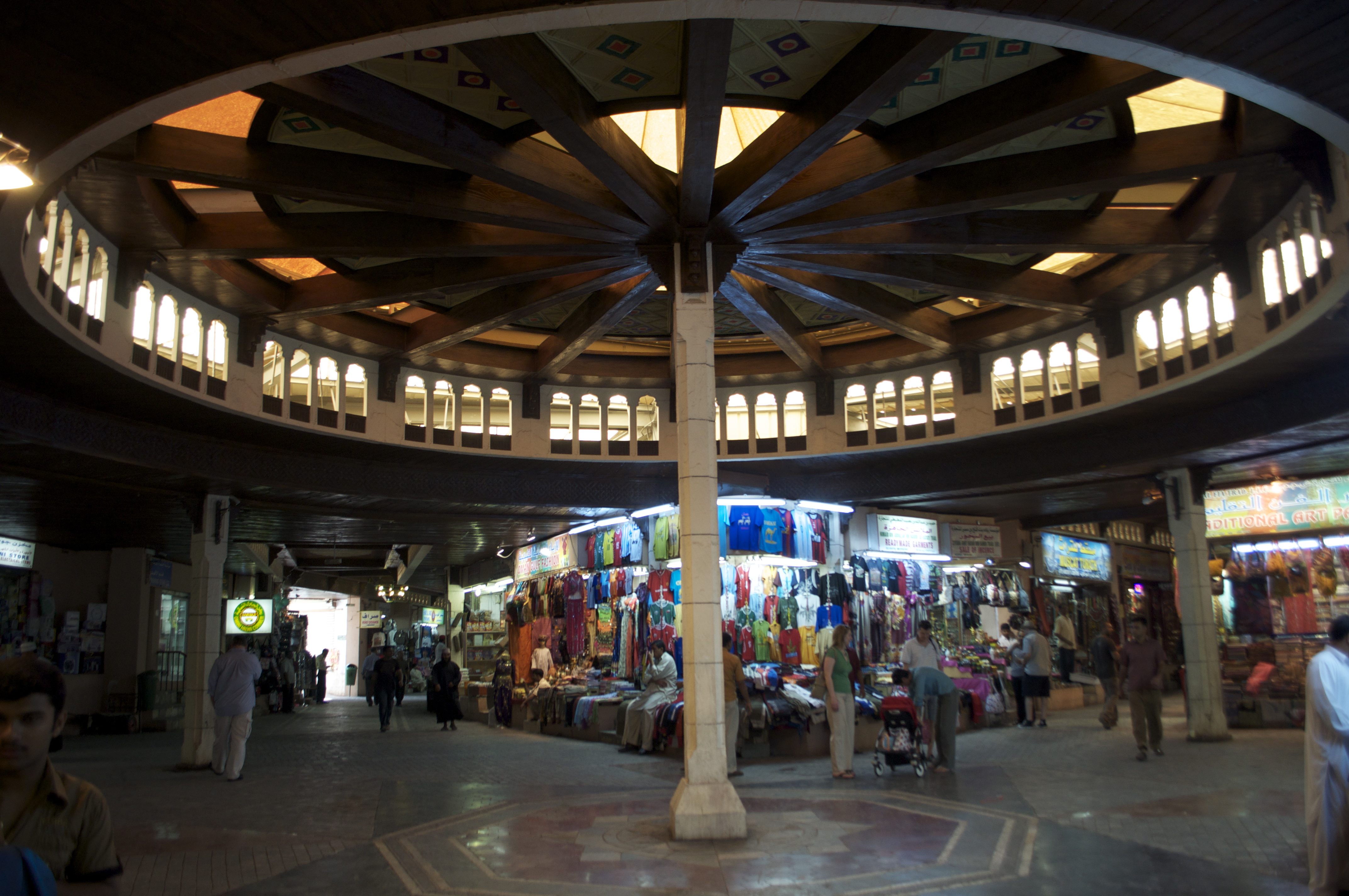
Mercat (souq) a Oman.

Oman té un'economia basada en l'explotació de les grans reserves de gas natural i petroli. A causa de la disminució de les reserves, el país ha desenvolupat plans que busquen diversificar la seva economia, atreure indústries i privatitzar activitats, amb vista a disminuir la seva dependència del petroli a només 9% del PIB l'any 2020.
El turisme i les indústries alimentades pel gas natural són els components principals de l'estratègia de diversificació del govern. En adoptar tècniques d'augment de la productivitat en l'extracció, el país va aconseguir augmentar la seva producció en 2009, guanyant més temps per a les seves estratègies de diversificació.
El sistema econòmic ha estat controlat per la monarquia i per membres del govern. A partir de l'any 2000 es va produir un procés de liberalització en un doble sentit: d'una banda, es va tractar de deslligar l'activitat econòmica i comercial del poder polític, propi d'un sistema absolutista, i per un altre es va facilitar la privatització ordenada de les explotacions mineres. Els greus desequilibris socials que mantenen encara un nivell d'atur entre els habitants del país del 15%, s'han anat reduint al llarg dels últims anys amb una disminució progressiva de la mà d'obra provinent de països com Pakistan, Afganistan o l'Índia. Al mateix temps, s'ha incrementat la indústria pesant destinada a la transformació de productes, diversificant l'economia.